# Île Ti Tốp
L’île Ti Tốp est une petite île de la baie d’Along, dans la province de Quảng Ninh, au Vietnam. L’île est à environ 7-8 km du port touristique de Bãi Cháy au sud-est. Petite île adossée à la baie de Cửa Lục, devant la grotte Sung Sot sur l’île Bồ Hòn, à droite l’île de Dầm Nam et au nord est l’île de Dầm Bắc.

## Toponymie

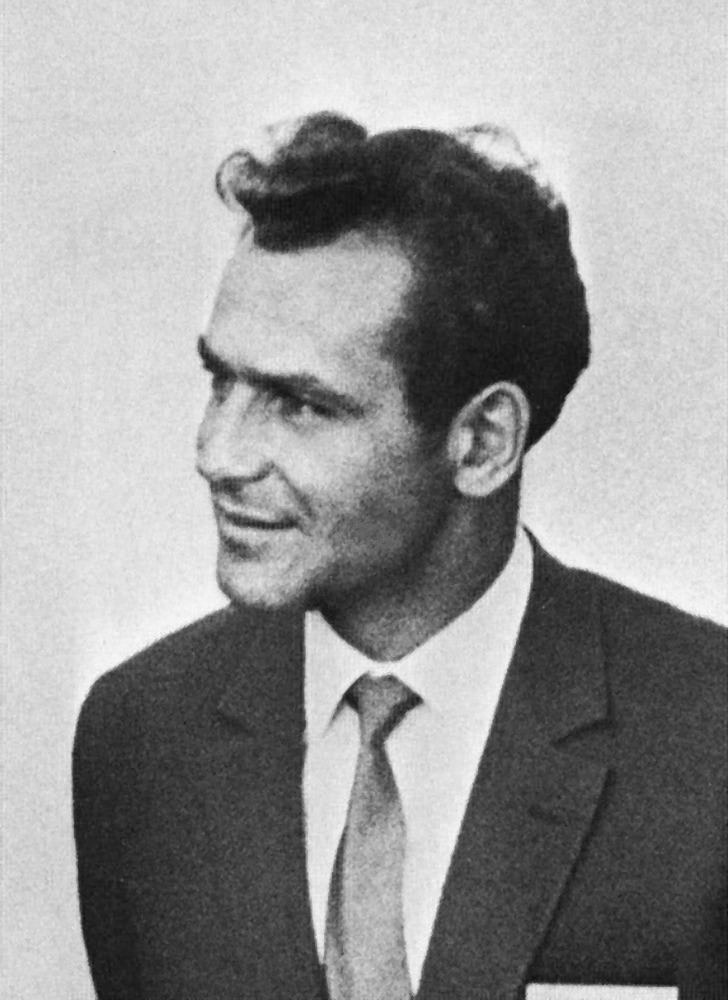
Le cosmonaute soviétique Guerman Titov (1935-2000).

Selon de nombreux documents et cartes de différentes époques et selon le folklore, cette île s’appelle parfois l’île du cimetière. La raison de ce nom est qu’en 1905 un cargo français est entré dans la baie d’Along parce qu’il n’avait pas de navigateur connaissant la crique, il s’est donc écrasé dans un récif et a fait naufrage dans le lagon de Con Cóc, les marins ont été enterrés sur cette île. Des années plus tard, l’île a été abandonnée. 
Dans une carte française de la baie d’Along à la fin du XIXe siècle, l’île s’appelait Cat Nang. 
Le 22 novembre 1962, le président Hô Chi Minh et le cosmonaute soviétique Guerman Titov ont visité l’île. Pour marquer l’anniversaire de ce voyage, le président Ho Chi Minh a nommé l’île Ti Tốp. Un monument en son honneur a été érigé en 2015 sur l’île.

## Tourisme

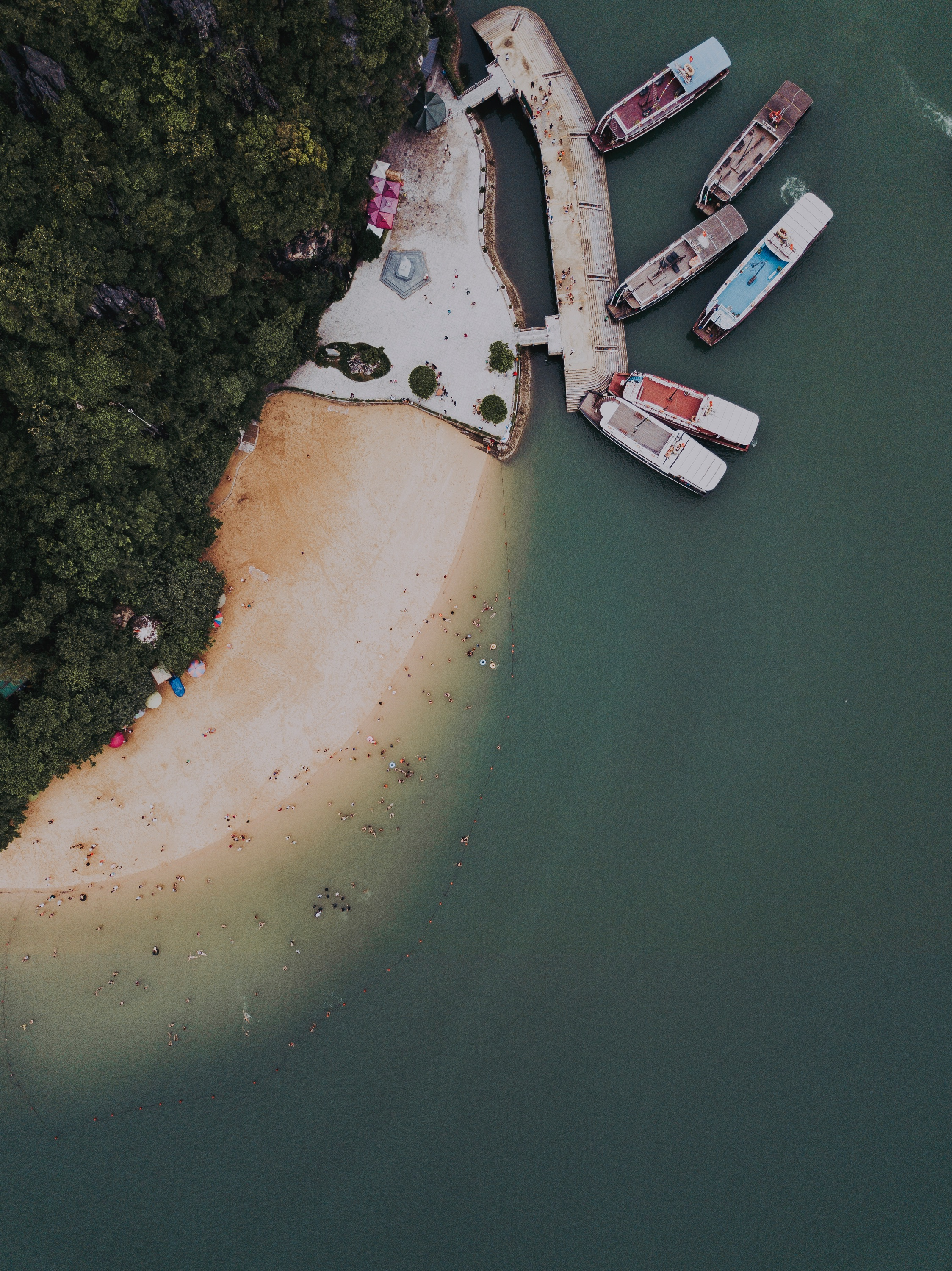
Quai de l’île Ti Tốp.

Ti Tốp est une île aux pentes abruptes, au rivage incliné avec une plage de sable blanc et plate. De nombreux bateaux de croisière s’y arrêtent ce qui rend parfois l’accès à la plage compliqué. Les visiteurs débarquent pour nager ou grimper au sommet de la montagne pour voir toute l’île. Vue d’en haut, la plage de Ti Tốp a la forme d’une pleine lune embrassant le pied de l’île.
Cette île possède également une petite plage de sable. Malheureusement, en raison de la surfréquentation touristique et de la pollution maritime, l’eau y est assez sale avec de nombreux déchets de plastique, comme c’est le cas dans d’autres parties de la baie.